# استرالیا ۳۱–۰ ساموآی آمریکا
در ۱۱ آوریل ۲۰۰۱، تیم‌های ملی فوتبال ساموآی آمریکا و استرالیا در یک مسابقه مقدماتی اقیانوسیه برای جام جهانی فوتبال ۲۰۰۲ به مصاف یکدیگر رفتند . این بازی در ورزشگاه بین‌المللی کافس هاربرد در کافس هاربر، استرالیا برگزار شد. استرالیا رکورد جهانی بزرگترین پیروزی در یک مسابقه بین‌المللی فوتبال را به نام خود ثبت کرد و این بازی را ۳۱–۰ برد. آرچی تامپسون استرالیایی نیز با زدن ۱۳ گل رکورد بیشترین گل زده توسط یک بازیکن در یک بازی بین‌المللی را شکست.